# Cerithiopsis bristolae
Cerithiopsis bristolae är en snäckart som beskrevs av Baker, Hanna och Strong 1938. Cerithiopsis bristolae ingår i släktet Cerithiopsis och familjen Cerithiopsidae. Inga underarter finns listade i Catalogue of Life.